# Равский уезд
Равский уезд — административная единица в составе Петроковской губернии Российской империи, существовавшая c 1837 года по 1919 год. Административный центр — город Рава.

## История
Уезд образован в 1837 году в составе Мазовецкой губерний. С 1844 года — в составе Варшавской губернии, с 1867 года — во вновь образованной Петроковской губернии. В 1919 году преобразован в Равский повят Лодзинского воеводства Польши.

## Население
По переписи 1897 года население уезда составляло 69 573 человек, в том числе в городе Рава — 6412 жит.

### Национальный состав
Национальный состав по переписи 1897 года:
- поляки — 58 896 чел. (84,7 %),
- евреи — 7214 чел. (10,4 %),
- немцы — 2544 чел. (3,7 %),
- русские — 745 чел. (1,1 %),

## Административное деление
В 1913 году в состав уезда входило 13 гмин: 
| - Богушице — с. Богушице, - Будзишевице — с. Будзишевице, - Валовице — с. Валовице, - Гора — пос. Нове-Място, - Гортатовице — с. Гортатовице, - Желехлин — с. Желехлинск, - Любаня — с. Любаня, | - Любохня — с. Любохня, - Марёнов — пос. Бяла, - Регнов — с. Регнов, - Ржечица — с. Ржечица, - Старовесь — с. Старо-Весь, - Черневице — с. Черневице. |